# لزلی هاموند
لزلی هاموند (انگلیسی: Leslie Hammond; ۴ مارس ۱۹۰۵ – ۱ ژانویهٔ ۱۹۵۵) بازیکن هاکی روی چمن اهل هند بود.
وی به‌همراه تیم ملی هاکی روی چمن مردان هند به قهرمانی بازی‌های المپیک تابستانی ۱۹۲۸ و ۱۹۳۲ دست پیدا کرده‌است.